# 千葉県道277号神門八街線
千葉県道277号神門八街線（ちばけんどう277ごう ごうどやちまたせん）は、千葉県佐倉市と八街市を結ぶ一般県道。

## 概要
- 起点：佐倉市神門（神門交差点、国道51号・千葉県道65号佐倉印西線交点）
- 終点：八街市八街ほ（信号交差点、千葉県道22号千葉八街横芝線交点）

## 通過する自治体
- 千葉県
  - 佐倉市 - 八街市

## 交差・接続する道路
- 国道51号・千葉県道65号佐倉印西線 - 佐倉市神門（神門交差点、起点）
- 千葉県道22号千葉八街横芝線 - 八街市八街ほ（信号交差点、終点）